# Borislaw Gidikow
Borislaw Krastew Gidikow (bulgarisch Борислав Крастев Гидиков; * 10. März 1965 in Pasardschik, Oblast Pasardschik) ist ein ehemaliger bulgarischer Gewichtheber.

## Weltrekorde
im Beidarmigen Reißen des Mittelgewicht (Klasse bis 75 kg):
- 168,5 kg, 11. November 1986 in Sofia.